# جاك مارتن
جاك مارتن (بالفرنسية: Jacques Martin )‏ (و. 1933 – 2007 م) هو ممثل، ومقدم برامج إذاعية، ومقدم برامج، من فرنسا، ولد في ليون، توفي في بياريتز، عن عمر يناهز 74 عاماً.

## مناصب وهيئات
أدار تي أف 1.

## جوائز
حصل على جوائز منها:
- وسام جوقة الشرف من رتبة فارس
- قائد الفنون والآداب.

## وصلات خارجية
- جاك مارتن على موقع IMDb (الإنجليزية)
- جاك مارتن على موقع ألو سيني (الفرنسية)
- جاك مارتن على موقع ميوزك برينز (الإنجليزية)
- جاك مارتن على موقع قاعدة بيانات الأفلام السويدية (السويدية)
- جاك مارتن على موقع ديسكوغز (الإنجليزية)
- جاك مارتن على موقع قاعدة بيانات الفيلم (الإنجليزية)
- جاك مارتن على موقع كينوبويسك (الروسية)